# スカイロン
スカイロン（英語: Skylon）は、イギリスの企業リアクション・エンジンズ (REL) により設計されたスペースプレーンである。

## 概要
一般的な使い捨て型ロケットとは異なり、SABRE (Synergistic Air-Breathing Rocket Engine) と呼ばれる、大気中では酸化剤の替わりに空気を使用するエアブリージング・ロケット両用のエンジンを使用し、200回の再使用を想定したスペースプレーンであった。研究では、開発が成功すれば低軌道への打ち上げコストを2011年当時の1kgあたり1万5千ユーロから、約650ユーロにまで低減させると見積もられていた。2004年の見積もりによる開発費用は、総額約120億ドル。
スカイロンの離陸は、ロケットのような垂直離陸ではなく、航空機のように普通の滑走路からの水平離陸で行われる。機内の液体水素と大気中の酸素を燃焼させて高度26 km、マッハ5.4まで加速した後、酸素の供給を機内の液体酸素 (LOX) に切り替えさらに加速、軌道上に到達する。ペイロードを放出した後は、今度は大気圏再突入により地上に帰還する。飛行に乗員は必要ないが、ペイロードとして乗客の搭乗が想定されていた。再突入時の熱からの保護には、セラミックス系複合材料が用いられる。計画では、検査と整備の後、2日以内の再飛行を実現することが目標となっていた。
2012年時点で、スカイロンの開発・建造に必要な資金のうちごく一部だけが確保されていた。SABREエンジンの研究・開発は欧州宇宙機関 (ESA) の小規模な支援の下進められていた。2011年1月、REL社はイギリス政府に対して計画のための更なる支援を要請、4月REL社はエンジンの予冷器技術の試験成功を条件に3億5千万ドルの支援を獲得したと発表した。この技術の試験は2012年11月に成功し、スカイロンの設計は最終段階に入った。2013年7月16日、イギリス政府はSABREエンジンの実寸大プロトタイプの作成を支援するため、6千万ユーロの出資を確約した。
2013年時点でもし全ての開発計画が承認されれば、2019年には最初の試験飛行が実施され、2022年には国際宇宙ステーション (ISS) に到達する計画であった。打ち上げ能力は高度300 kmの赤道軌道に15トン、ISS軌道では11トンと見積もられており、これは欧州補給機 (ATV) より約45%多い数字である。
2015年11月に、英国のBAEシステムズ社から2千万ポンドの資金提供と、技術移転を始めとした業務提携の契約を結んだ。
しかしその後スカイロンが打ち上げられることはなく、リアクション・エンジンズ社は2024年10月末に経営破綻した。

## 諸元
出典: the Skylon User Manual
諸元
- 乗員: なし、地上からの遠隔操作
- 定員: 30人（乗客用モジュールを使用）
- ペイロード: 15,000 kg
- 全長: 83.3 m
- 全高:
- 翼幅: 25.4 m
- 空虚重量: 53,000 kg
- 運用時重量: 345,000 kg
- 動力: SABRE 、1,350 kN   × 2
- 胴体直径: 6.75 m

性能
- 最大速度: 軌道上まで到達可（エアブリージング時はマッハ5.5）
- 実用上昇限度: 26,000 m（エアブリージング時）、>200 km
- 最大推力重量比: ~1.2 – 3（大気中では ~0.768）
- * 比推力: 大気中 3500秒 (35 kN·s/kg)、大気圏外 450 s (4.5 kN·s/kg)[12]

## 登場作品
『ガーリー・エアフォース』
ベルクトを成層圏まで運ぶ手段として登場。試作品のため大気圏再突入は不可能という設定。